# 1122
Năm 1122 là một năm trong lịch Julius.